# الرفيع الجيلي
رفيع الدين عبد العزيز بن عبد الواحد بن إسماعيل الجيلي يعرف عمومًا بـالرفيع الجيلي (؟ - 1244م/ 642 هـ) قاضي وفقيه شافعي وفيلسوف إسلامي عاش معظم حياته في الدولة الزنكية. يقال أنه من قرية بيلمان في ديلمان بإقليم جيلان، قدِم بلاد الشام، ووُلي قضاء بعلبك في أيام صاحبها الصالح إسماعيل. ولما انتقل الصالح إلى دمشق واستوزر أمين الدولة الصاحب السامري نقل رفيع الدين من بعلبك إلى قضاء دمشق. ذكر الكثير بأنه كان مذموم السيرة، ونهاية حياته غير واضحه، ومن الكتاب من هو «قَالَ: وفي ثاني عشر ذي الحجّة [642 هـ] أُخرج الرّفيع من داره وحُبِس بالمُقَدَّميّة. قَالَ: ثُمَّ أُخرج ليلًا وذُهِب بِهِ فسُجن بمغارة أُفْقَة من نواحي البِقاع، ثُمَّ انقطع خبره. وذكروا أنه توفي، ومنهم من قَالَ: أُلقيَ مِن شاهِق.» له عدة مؤلفات مفقودة في الفلسفة،‌ وقد شرح ابن سينا.

## سيرته
هو عبد العزيز بن عبد الواحد بن إسماعيل، أبو حامد الجيلي. 

ولي قضاء بعلبك ومدرستها الأمينية. كان فقيهًا مناظرًا عارفًا بعلم الكلام والفلسفة، وقد شرح «الإشارات» لابن سينا، وكان مدرّسًا في مدارس دمشق، وصحب الصالح إسماعيل، فلما أعطيت بعلبك للصلاح ابن أمين الدين ابن غزال بنى المدرسة المعروفة بالأمينية، وسعى رفيع الدين في قضاء بعلبك فتولاها مع المدرسة، فلما انتقل الصالح إلى دمشق واستوزر أمين الدولة الصاحب السامري نقل رفيع الدين من بعلبك إلى قضاء دمشق. 

كان متهمًا بـ«فساد العقيدة واستعمال المسكرات وغير ذلك» حتى قُبض عليه وسُجن في مغارة في نواحي البقاع وقيل خُنق، وقيل ألقي من شاهق في هوَّة. وكان ذلك في سنة 642 هـ. 

ذكره ابن فضل الله العمري في كتابه «مسالك الأبصار في ممالك الأمصار» وقال «شجرة توقّدت نارا، وأوقدت شنارا، فحنظلت ثمراتها، وأبرت سمراتها، طلعها كأنه رؤوس الشياطين، وينعها كأنه تلف لنفوس السلاطين، وذلك أنه والى عدوّ الدين، وتبعه في بعض ما يدين، صحب السامرة، وسحب في أنديتهم أذيال المسامرة، ولم يكن بزّه بالرفيع، ولا زمنه بالربيع، فجدّ السامري في غيّه، ومدّ له من حبال بغيه، وكان قد اتخذ له منه عجلا جسدا واتّحد به حتى تفقّأ منه حسدا، حتى سقط في مهواته، وسقى دمه الجبل بل لهواته.»  وقال سبط ابن الجوزي «حَدَّثَنِي جَمَاعَةٌ أَعيَانٌ: أَنَّ الرّفِيع كَانَ فَاسِدَ العقيدَةِ، دَهْرِيّاً، يَجِيْءُ إِلَى الجُمُعَةِ سكرَاناً، وَأَنَّ دَارَهُ مِثْلُ الحَانَةِ. وَحَكَى لِي جَمَاعَةٌ: أَنَّ الوَزِيْرَ السَّامرِيَّ بَعَثَ بِهِ فِي اللَّيْلِ عَلَى بغلٍ بِأَكَافٍ إِلَى قَلْعَةِ بَعْلَبَكَّ، وَنفذَ بِهِ إِلَى مغَارَةٍ أفقه فَأَهْلكه بِهَا، وَتُرِكَ أَيَّاماً بِلاَ أَكلٍ، وَأَشْهَدَ عَلَى نَفْسِهِ بِبَيعِ أَملاَكهِ لِلسَامرِيّ، وَأَنَّهُ لَمَّا عَاينَ المَوْتَ قَالَ: دَعُوْنِي أُصَلِّي.فَصَلَّى، فَرَفَسه دَاوُدُ مِنْ رَأْسِ شقيفٍ، فَمَا وَصل حَتَّى تَقطّع، وَقِيْلَ: بَلْ تَعلّقَ ذَيلُهُ بِسنِّ الجبلِ، فَضَرَبوهُ بِالحجَارَةِ حَتَّى مَاتَ.» وفي جانب الآخر، قال ابن أبي أصيبعة عنه: « كَانَ بالعذراوية يشغل فِي أنواع العلوم والطِّبّ. وقرأت عَلَيْهِ شيئًا من العلوم الحكمية، وكان فصيح اللّسان، قويّ الذّكاء، كثير الاشتغال والمطالعة. وولي قضاء بَعْلَبَكّ. وكان صديقًا للصّاحب أمين الدّولة وبينهما عِشرة.»

## مؤلفاته
- شرح الإشارات لابن سينا
- اختصار الكليات من كتاب القانون لابن سينا
- كتاب جمع ما في الأسانيد من حديث النبي